# Chiesa di San Martino (Avila)
La chiesa (o eremo) di San Martino è una piccola chiesa cattolica spagnola di epoca medioevale della città di Avila, dichiarata monumento storico-artistico di interesse nazionale il 29 giugno 1983. Nell'attualità ha lo status di Bien de Interés Cultural.
Nel 1985 è stata inserita nella lista del patrimonio dell'umanità, come parte della Città vecchia di Avila con le sue chiese fuori le mura.

## Descrizione

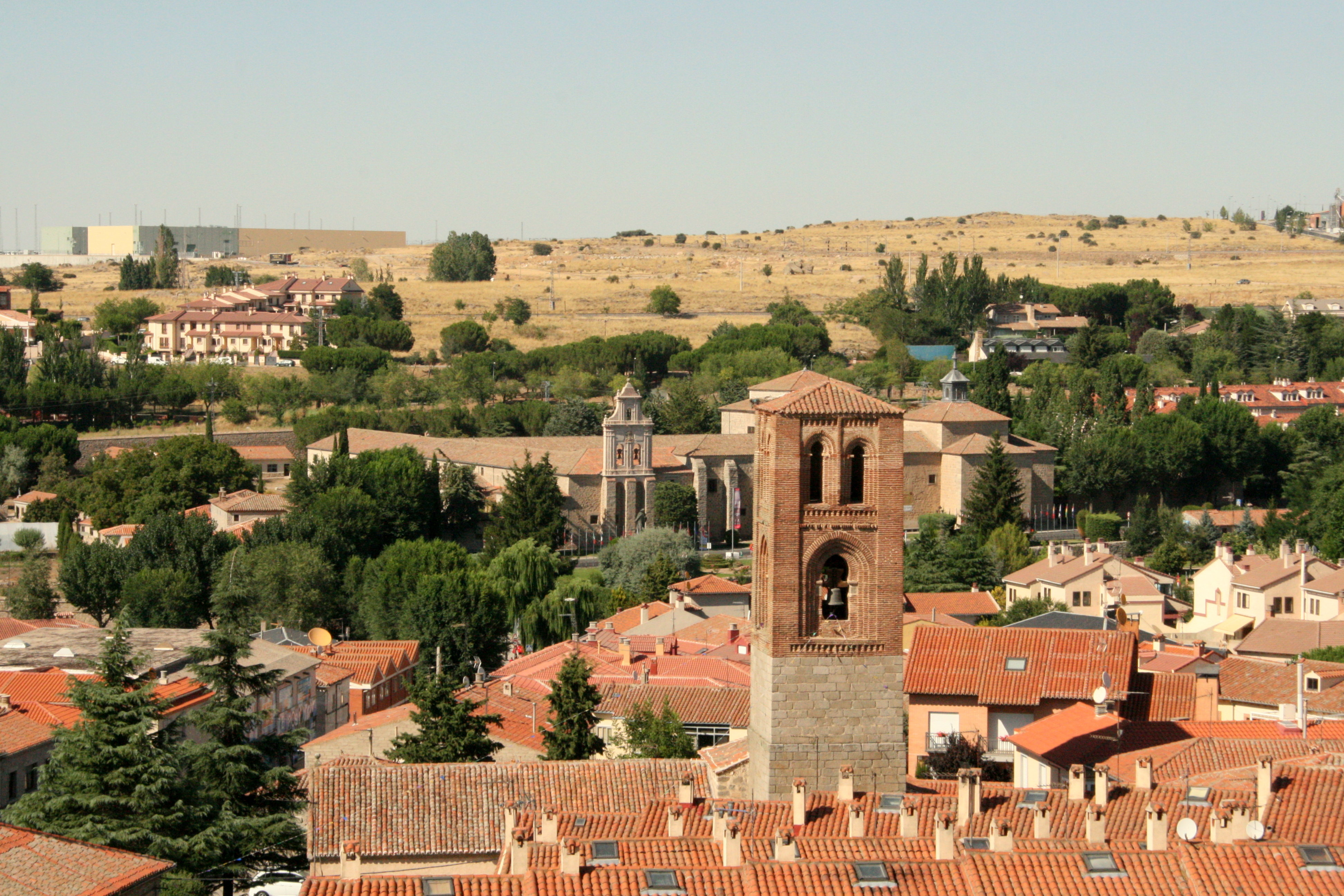
Vista aerea

Ubicata nella città di Avila, fuori dalle mura, esisteva già nel XIII secolo, epoca nella quale era parrocchia. Nel corso dei secoli ha subito molte modifiche, nel 1542, 1666 e 1700, quest'ultimo, anno della ristrutturazione della cappella maggiore. Nel 1998 vennero scoperte tracce romaniche, nelle mura perimetrali interne, durante lavori di ristrutturazione.
Notevole la sua torre, che sarebbe stata aggiunta in epoca successiva alla prima edificazione; il primo corpo è di pedra berroqueña, mentre la parte superiore è in mattoni.